# Alfred Bergeat
Alfred Edmund Bergeat (* 17. Juli 1866 in Passau; † 30. Juli 1924 in Kiel) war ein deutscher Mineraloge und Vulkanologe.

## Leben
Bergeat, dessen Familie französische Ursprünge hatte, war der Sohn des Porzellanherstellers Christoph Bergeat (1821–1888) in Passau, der es durch die Erfindung von Glanzgold in der Porzellanmalerei zu Wohlstand brachte. Er ging in Passau, Nürnberg und Wiesbaden zur Schule. Er studierte ab 1886 an der Universität München,  wurde dort 1891 bei Karl Alfred von Zittel und Ernst Weinschenk promoviert (Zur Geologie der massigen Gesteine der Insel Zypern) und war danach bis 1895 Assistent von Alfred Wilhelm Stelzner an der Bergakademie Freiberg. Seit 1886 war er Mitglied der Studentenverbindung Akademischer Gesangverein München im SV. 1896 habilitierte er sich an der Universität München (Der Stromboli (Mineralogie und Geologie)), war in München Privatdozent und wurde 1899 Nachfolger von Friedrich Klockmann als ordentlicher Professor an der Bergakademie Clausthal. 1909 wurde er als Nachfolger von Friedrich Rinne Professor an der Universität Königsberg, leistete 1914 bis 1917 als Freiwilliger Wehrdienst im Ersten Weltkrieg in der Bayerischen Armee (wurde aber gebeten an die Universität Königsberg als Dekan zurückzukehren) und war ab 1921 Professor für Mineralogie an der Universität Kiel. Dort war er allerdings schon von Sommersemester 1922 bis Wintersemester 1923/24 krankheitsbedingt beurlaubt (die Vertretung übernahm sein Nachfolger Kurt Spangenberg).
Er veröffentlichte eine Monographie über Erzlagerstätten (mit Alfred Wilhelm Stelzner) und veröffentlichte Bücher über Vulkanologie, nachdem er sich schon in seiner Dissertation mit den Vulkanen der Liparischen Inseln (Stromboli) befasste. Auf beiden Gebieten galt er als herausragender Fachmann. Zum Studium von Erzlagerstätten (die er natürlich auch in seiner Umgebung im Harz und Erzgebirge studierte) reiste er unter anderem in den Ural, die Karpaten, Ungarn und Italien (u. a. Elba) sowie Mexiko (auf dem Internationalen Geologenkongress 1906).
1913 wurde er Ehrendoktor in Montreal. 1920 wurde er korrespondierendes Mitglied der Preußischen Akademie der Wissenschaften.
Zu seinen Doktoranden gehörte der Meeresgeologe Karl Erich Andrée (1880–1959).

## Schriften
- Die äolischen Inseln (Stromboli, Panaria, Salina, Lipari, Vulcano, Filicudi und Alicudi) geologisch beschrieben, Denkschriften der Bayr. Akad. Wiss., München 1899 (274 Seiten)
- mit Alfred Wilhelm Stelzner: Die Erzlagerstätten, 2 Bände, Leipzig: Felix 1904 bis 1906[2]
- Abriß der Erzlagerstättenkunde, Jena: Fischer 1913
- Die Vulkane, Breslau: Hirt 1925 (postum von seinem Freund Karl Sapper (1866–1945) veröffentlicht)
- mit Karl Sapper: Vulkankunde, 1927 (petrographische Einleitung von Bergeat)